# Усманов, Юсуп Усманович
Юсуп Усманович Усманов — советский хозяйственный, государственный и политический деятель, Герой Социалистического Труда.

## Биография
Родился в 1908 году в Коканде. Член КПСС.
С 1927 года — на хозяйственной, общественной и политической работе. В 1927—1969 гг. — учитель начальных классов и учитель географии в школе села Бешарык Кировского района Ферганской области, учитель географии средней школы № 3 имени Умарий города Коканда Узбекской ССР.
Указом Президиума Верховного Совета СССР от 1 июля 1968 года присвоено звание Героя Социалистического Труда с вручением ордена Ленина и золотой медали «Серп и Молот».
Умер в Коканде.

## Семья
Сыновья: Усманов Марат Юсупович, Усманов Марс Юсупович, Усманов Эльбрус Юсупович, Усманов Казбек Юсупович, Усманов Амур Юсупович.
Кроме Усманова Марса и Усманова Эльбруса, Юсуп Усманович вместе с сыновьями Казбеком Юсуповичем, Амуром Юсуповичем и Маратом Юсуповичем похоронены в одной семейной могиле в г. Коканде.
Младший внук Усманов Уткир Амурович, единственный сын Усманова Амура Юсуповича, 1984 г.р., консультант, маркетолог, бренд — менеджер. Работает в Ташкенте. Участник международных конференций по архитектуре и дизайну, автор многочисленных работ по экстерьерным и интерьерным оформлениям государственных объектов столицы. В составе Золотой Сотни самых активных и развивающихся дизайнеров России.
Парралельно с творческой деятельностью, занимается психологией, изучением межличностных отношений. Консультант, специалист по ведению переговоров.
Усманов Юсуп Усманович имеет большое количество орденов, почетных и похвальных грамот. Правнучка Усманова Анастасия Сергеевна 1989 г.р. Дочь Усманова Сергея Эльбрусовича. Живёт и работает в России. Пошла по стопам своего прадедушки и стала учителем. Усманов Казбек был женат на Усмановой Назире. У них трое дочерей: Наргиза, Нодира, Феруза.